# Colias euxanthe
Colias euxanthe é uma borboleta da família Pieridae. Encontra-se nos Andes Tropicais, na eco-zona Neotropical (Peru, Bolívia e Equador).

## Subespécies
- C. e. euxanthe – [Peru]
- C. e. alticola Godman & Salvin, 1891 – [Equador]
- C. e. hermina (Butler, 1871) – [Peru, Bolívia]
- C. e. stuebeli Reissinger, 1972 – [Peru]